# Avenue Émile-Zola (Paris)
Pour les articles homonymes, voir Avenue Émile Zola.
L'avenue Émile-Zola est une voie du 15e arrondissement de Paris.

## Situation et accès
Ce site est desservi par les stations de métro Avenue Émile Zola, Charles Michels et Javel - André Citroën.

## Origine du nom
Elle porte le nom de l'écrivain français Émile Zola, né à Paris le 2 avril 1840 et décédé à Paris le 29 septembre 1902.
Avant cette dénomination, la voie formait la majeure partie de la « rue Frémicourt ».

## Historique
Ouverte à partir de 1905, elle porte le nom d'« avenue Émile-Zola » depuis 1907.
Un monument à Émile Zola, par Constantin Meunier (1831-1905) fut érigé en 1924.
Dans l'ouvrage de Jacques Lanfranchi, la statue est décrite ainsi : « Le héros est en vêtements de travail entouré de deux figures symbolisant le Travail et la Fécondité. »
Sur le piédestal, plusieurs inscriptions :
- à l'avant :
  - EMILE ZOLA / 1880-1902

- sur la gauche :
  - NULLA DIES SINE LINEA / LES ROUGON-MAQUART / LES TROIS VILLES / LES QUATRE ÉVANGILES

- un peu plus bas :
  - CE MONUMENT ÉLEVÉ PAR SOUSCRIPTION PUBLIQUE A ÉTÉ INAUGURÉ LE 15 juin 1924

- à l'arrière :
  - LA VÉRITÉ EST EN MARCHE / ET RIEN NE L'ARRÊTERA. QUI SOUFFRE POUR LA VÉRITÉ ET LA JUSTICE / DEVIENT AUGUSTE ET SACRE / JEUNESSE / JEUNESSE SOUVIENS TOI DES SOUFFRANCES / QUE TES PÈRES / ONT ENDURÉES / DES TERRIBLES BATAILLES OU ILS ONT DÛ VAINCRE / POUR CONQUÉRIR LA LIBERTÉ / DONT TU JOUIS A CETTE HEURE / JEUNESSE, JEUNESSE / SOIT TOUJOURS AVEC LA JUSTICE / SI L'IDÉE DE JUSTICE S'OBSCURCISSAIT EN TOI / TU IRAIS A TOUS LES PÉRILS / IL N'EST DE JUSTICE QUE DANS LA VÉRITÉ / IL N'EST DE BONHEUR QUE DANS LA JUSTICE

La statue est fondue, sous l'Occupation entre 1942 et 1944.
En 1985, une stèle est érigée à la mémoire d'Émile Zola, puis en 2000, cette partie de l'avenue prend le nom de « place Alfred-Dreyfus ».

## Bâtiments remarquables et lieux de mémoire
- No 66 : consulat de la Barbade à Paris[5].
- No 76 : Jules Longuet a édifié un bel immeuble d’angle, en 1907. Au creux d’une double volute, un sculpteur anonyme a disposé deux grosses fleurs de pavot très détaillées, avec tiges et feuillages.
- No 106 : maison médicale Jeanne-Garnier.
- Nos 114-120 : immeuble de la Mutuelle des chambres syndicales du bâtiment, construit en 1966 par Fernand et Francis Leroy, Raymond Lopez et Henry Pottier[6].
- No 146 : au début du XXe siècle, siège de L'Entraide, une coopérative de lingères fondée par Gabrielle Duchêne.